# Guido Grandi (entomologo)
Guido Grandi (Vigevano, 3 marzo 1886 – Bologna, 10 dicembre 1970) è stato un entomologo italiano.
Ancora liceale, pubblicò il suo primo lavoro nel 1904, occupandosi di coleotteri.

## Biografia
Era ancora nei primi anni dell'infanzia quando suo padre, ufficiale di carriera, per trasferimento rientrò con la famiglia a Bologna, dove Grandi compì gli studi e nel 1910 conseguì la laurea in scienze naturali., presso l'Ateneo di Bologna. 
Nello stesso anno egli abbandonò Bologna per recarsi a Napoli presso l'Istituto di Entomologia di Portici, in qualità di assistente avventizio del Prof. Filippo Silvestri. Nel 1910-1911 lavorò alla stesura delle Dispense di Entomologia Agraria "Secondo le lezioni di Filippo Silvestri" di oltre 500 pagine. Grazie a materiale spedito dal Prof. Silvestri durante i suoi viaggi, incominciò ad occuparsi di Imenotteri Agaonidi.
Nel 1919 venne nominato assistente ordinario del Laboratorio di zoologia.
Nel 1921 conseguì la libera docenza con trattazione di temi di Entomologia Generale.
Nel 1923 tornò a Bologna come incaricato di Entomologia all'Università, presso l'Istituto di Zoologia diretto dal prof. Alessandro Ghigi; nel 1925 ne assunse la Cattedra.
Nel 1928 fondò l'Istituto di Entomologia dell'Università di Bologna e quasi contemporaneamente il " Bollettino dell'Istituto di Entomologia dell'Università di Bologna" . Rimase direttore di entrambi fino al 1958, anno di suo collocamento a riposo. 
Professore Emerito, continuò a frequentare regolarmente l'Istituto da lui fondato, fino al 9 dicembre 1970 (morì quella notte).
È stato socio fondatore e Presidente a vita dell'Accademia Nazionale di Entomologia, fondatore e direttore della collana dei volumi "Fauna d'Italia"; Preside per oltre un decennio della sua Facoltà; Direttore per circa quarant'anni dell'Osservatorio fitopatologico per la sezione di Entomologia.
Fu membro della Accademia Nazionale dei Lincei, socio honoris causa delle società entomologiche di Belgio, Francia, Germania, Inghilterra, Svizzera e di altre accademie e società scientifiche internazionali. Ricevette la laurea "honoris causa" dall'Università di Torino, fu insignito della "Medaglia d'Oro" della Scuola e del "Premio" dello Studio Bolognese per i Professori dell'Università di Bologna che ne avessero accresciuto la gloria.
Fra i suoi maestri egli stesso ricorda: Carlo Emery, Giovanni Battista Grassi, Filippo Silvestri.
Tra i suoi allievi vanno ricordati: Athos Goidanich, Filippo Venturi, Antonio Servadei, Minos Martelli, Maria Matilde Principi, Giorgio Fiori, Egidio Mellini, Pierino Giunchi, Rodolfo Zocchi, Sergio Zangheri, Giorgio Celli e come "esterni", Leo Pardi e Baccio Baccetti e la nipote Marta Grandi.
È sicuramente il più grande entomologo del suo tempo, e uno dei più grandi entomologi italiani di tutti i tempi.

## Opere
Tra le opere di maggiore interesse vanno ricordate:
- Introduzione allo studio dell'Entomologia (1951), trattato in due poderosi volumi, di oltre 2300 pagine;
- Studi di un Entomologo sugli Imenotteri superiori (1961), raccolta di ricerche da lui svolte sugli Imenotteri aculeati, di circa 650 pagine;
- Istituzioni di Entomologia generale (1966), libro di oltre 700 pagine, rappresenta una sintesi, ma anche un aggiornamento, della precedente opera pubblicata nel 1951.

Fu inoltre autore di 255 pubblicazioni scientifiche tra cui:
- Gli insetti dei caprifichi (PDF), in Riv. Biol. 1923; 5: 69-90.
- Studio morfologico e biologico della Blastophaga psenes (L.), in Boll. Lab. ent. Bologna 1929;  2: 1-147.http://www.bulletinofinsectology.org/pdfarticles/vol02-1929-001-147grandi.pdf
- Il Ficus carica L., la sua biologia la sua coltivazione e i suoi rapporti con l'insetto pronubo (Blastophaga psenes L.), in Boll. Ist. Ent. Univ. Bologna 1938; 10: 223-280. (in collaborazione con Luigi Buscalioni).